# Augstbordhorn
Das Augstbordhorn ist ein Berg in den Walliser Alpen in der Schweiz. Der Gipfel ist der höchste Punkt der Gemeinde Törbel und von der Moosalp aus zu erreichen.
Die Hänge des Berges sind mit Suonen versehen.

## Bilder

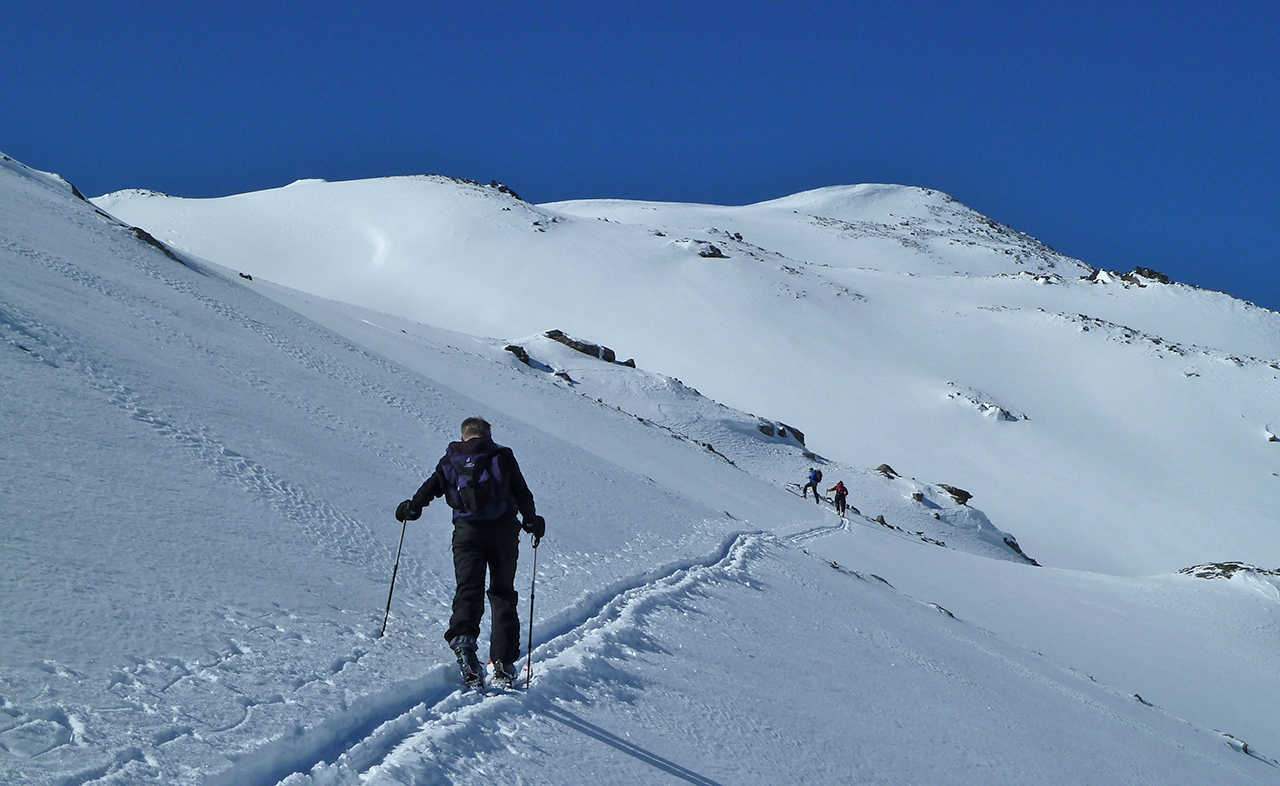
Skitour vom Törbeltälli auf das Augstbordhorn
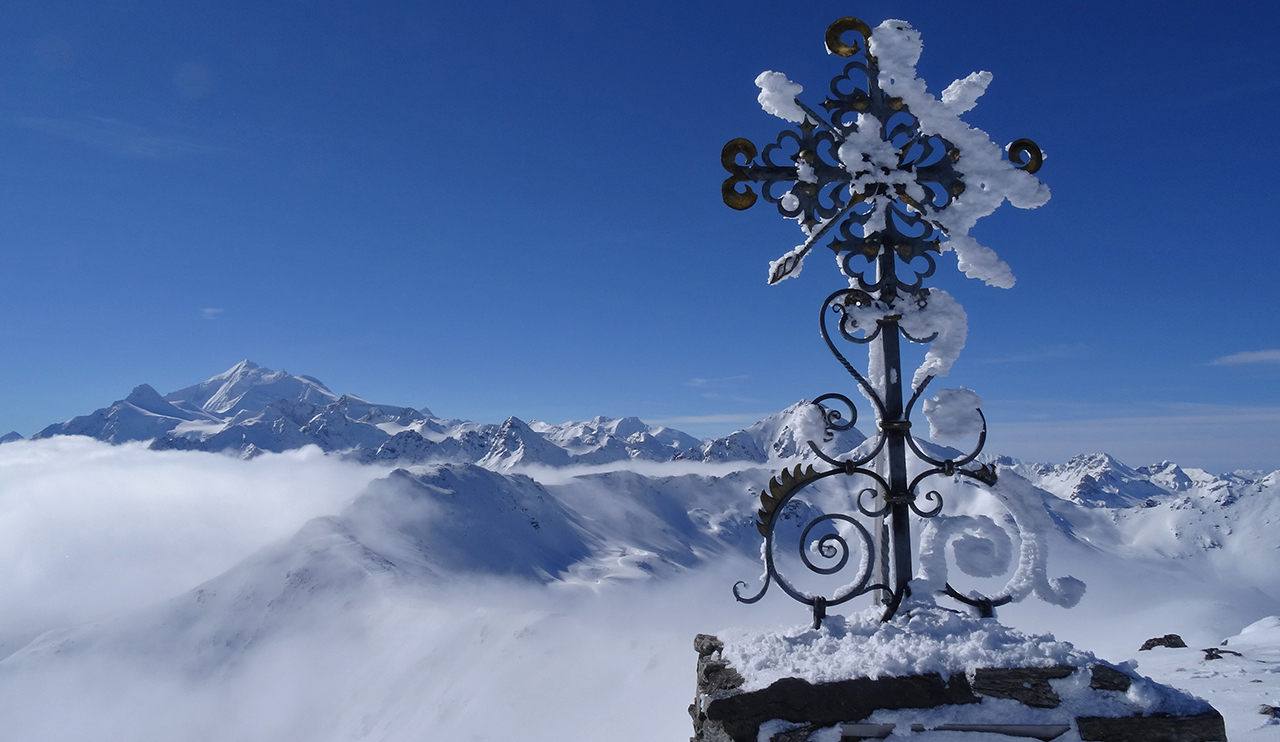
Auf dem Gipfel des Augstbordhorns mit Blick nach Südwesten auf die südlichen Walliser Alpen
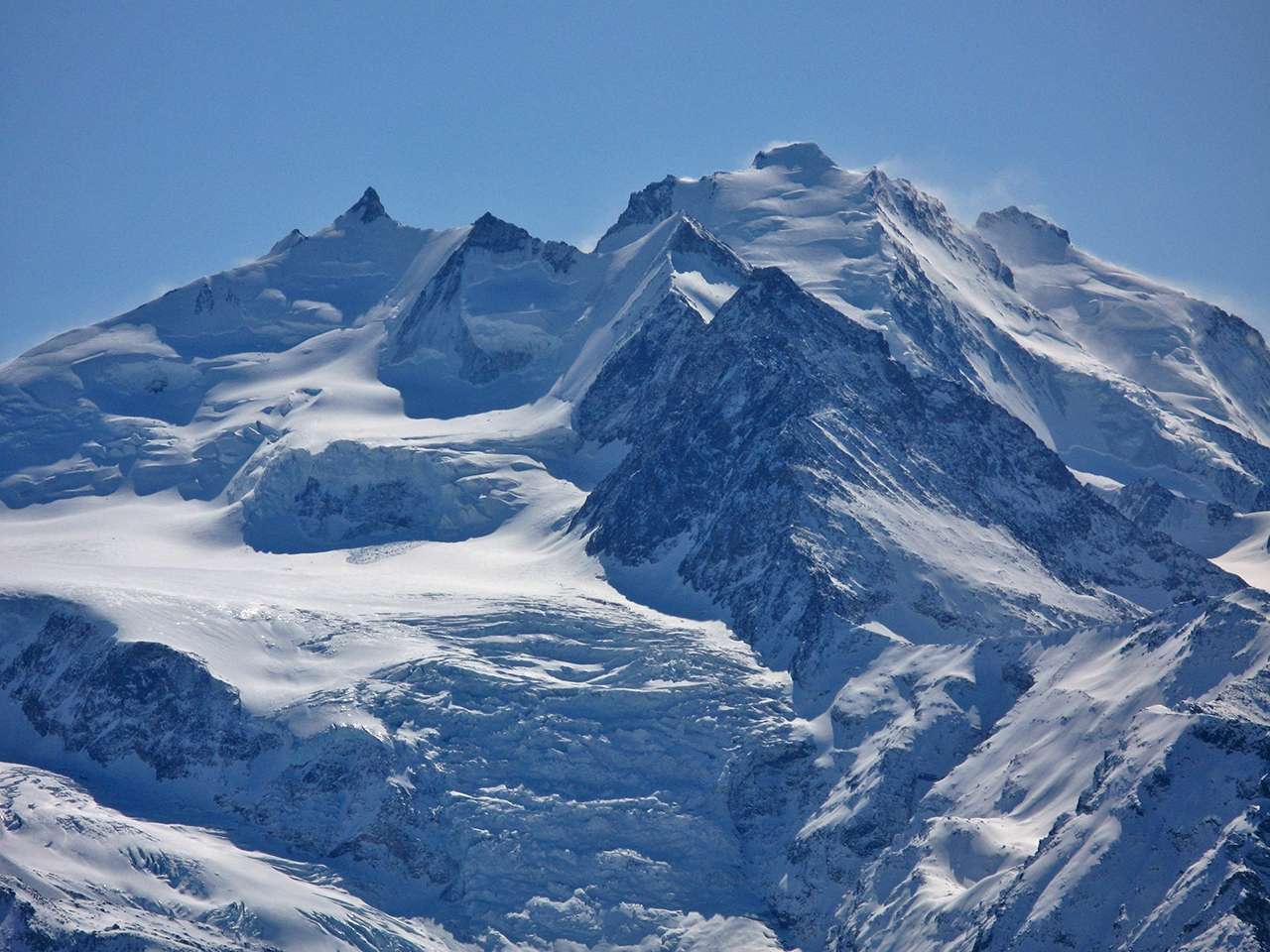
Gipfelaussicht vom Augstbordhorn auf die Mischabelgruppe
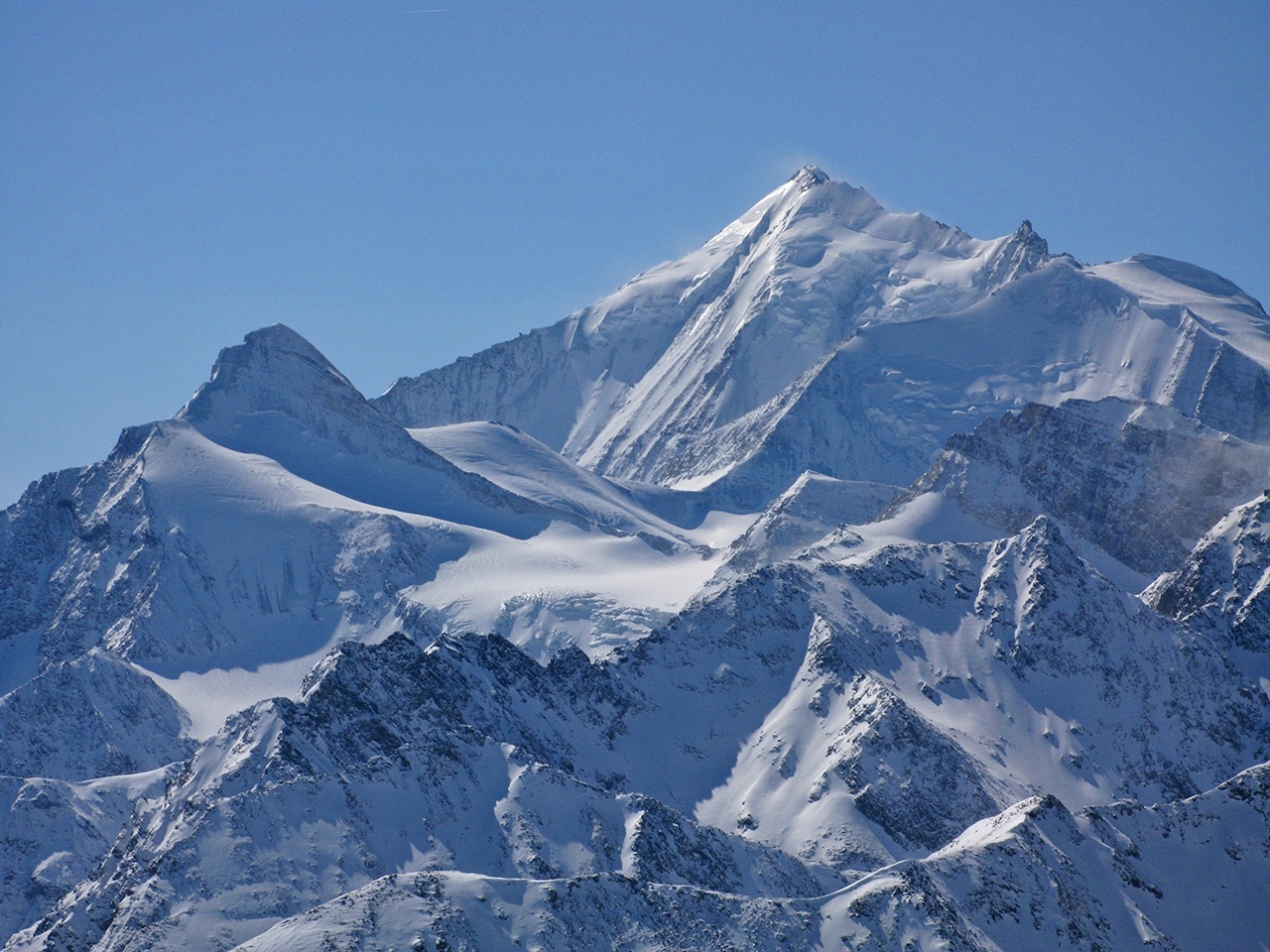
Gipfelaussicht vom Augstbordhorn auf Weisshorn, Bishorn und Brunegghorn der Weisshorngruppe
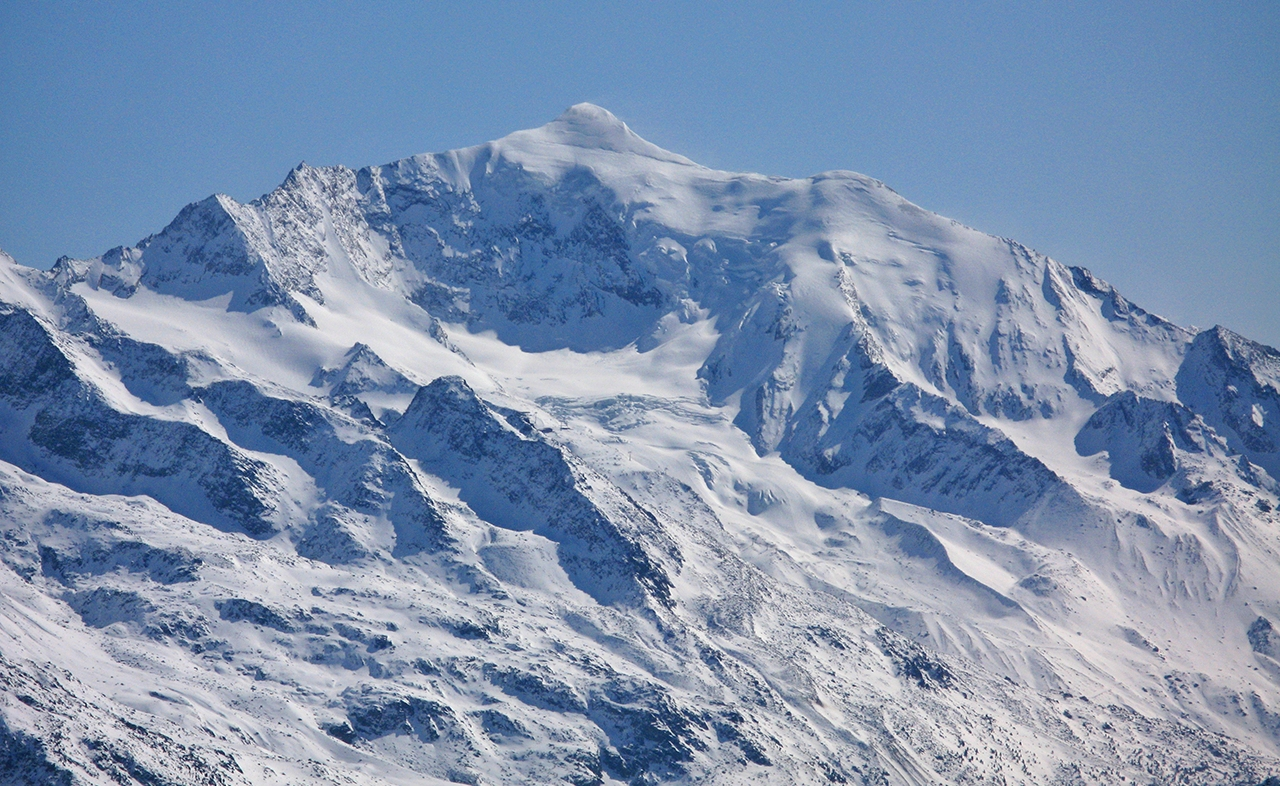
Gipfelaussicht von Augstbordhorn auf Weissmies

## Benachbarte Gipfel
- March, 2876 m, Distanz: 0,9 km
- Chastol, 2678 m, Distanz: 1,0 km
- Grat, 2810 m, Distanz: 1,2 km
- Schwarzhorn, 2776 m, Distanz: 1,2 km
- Mällich, 2666 m, Distanz: 1,7 km
- Augstbordgrat, Rieberg, 2961 m, Distanz: 1,9 km
- Borterhorn, 2900 m, Distanz: 2,6 km